# 希沙爾丁火山

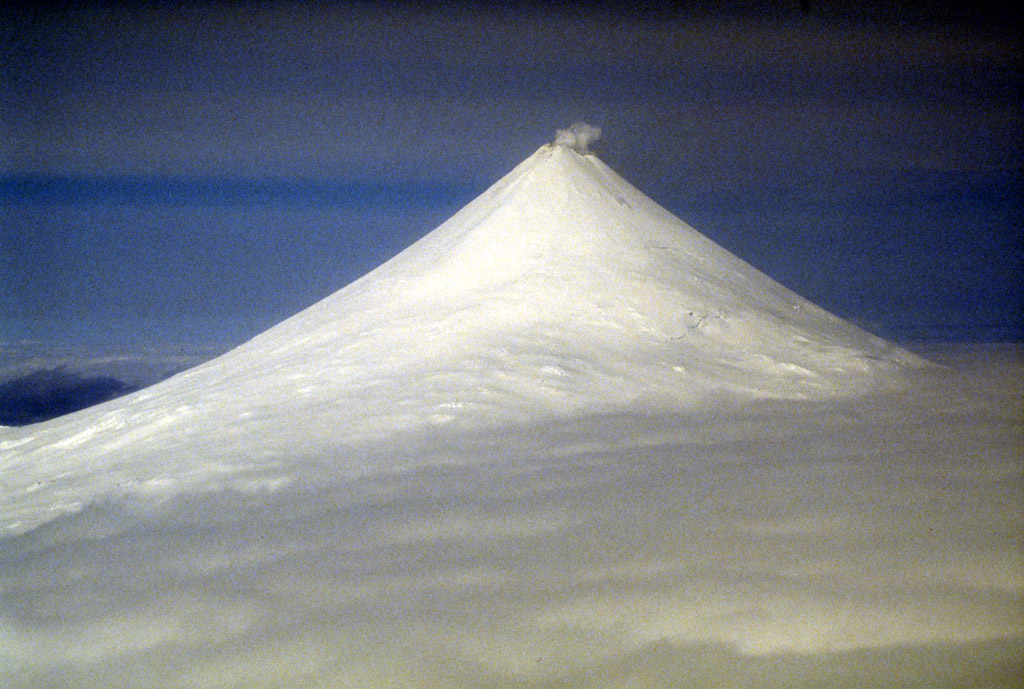

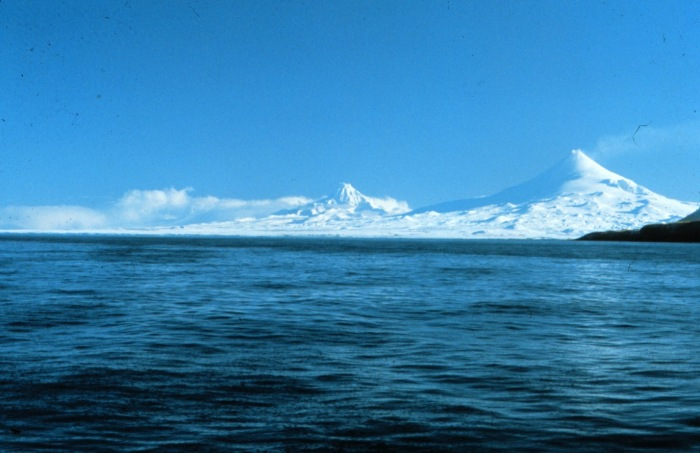

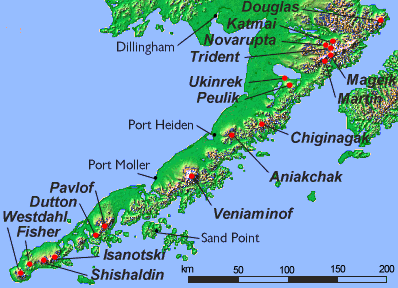

希沙爾丁火山是美國的火山，位於烏尼馬克島，由阿拉斯加州負責管轄，屬於阿留申山脈的一部分，距離伊薩諾茨基火山16公里，海拔高度2,857米，是阿留申群島最高的山峰。